# ضرعاء بيضاء
ضرعاء بيضاء (الاسم العلمي:Mammillaria albicans) هو نوع من النباتات يتبع جنس الضرعاء من الفصيلة الصبارية.